# Der wohltemperierte Leierkasten
Der wohltemperierte Leierkasten ist ein erstmals im Jahr 1961 erschienenes Kinderbuch des deutschen Autors und Dichters James Krüss (1926–1997) mit einem Nachwort von Erich Kästner. Das Werk umfasst Gedichte zum Schmunzeln, Nachdenken und Singen. Eine überarbeitete Neuauflage der Gedichtsammlung erschien im Januar 1989. Im September 2002 erschien eine Audio-CD des Buches, gesprochen von Wolfgang Völz und Ilse Werner sowie der Leierkastenmusik des Berliner Drehorgelbauers Axel Stüber. Einige der Gedichte dieses Werkes fanden Eingang in Schulbücher und Gedichtsammlungen, so zum Beispiel Das Feuer und Die Weihnachtsmaus.

## Inhalt
12 mal 12 Gedichte für Kinder, Eltern und andere Leute ist auf dem Einband zu lesen. So sind die Geschichten im Buch in Gedichtform geschrieben, mit überwiegend farbigen Zeichnungen von Eberhard Binder-Straßfurt illustriert und in zehn sogenannte Abteilungen unterteilt, die jeweils einen eigenen Titel tragen.
- Die erste Abteilung: Ich war einmal ein Eskimo (Für kleine Leute zum Vorlesen)
- Die zweite Abteilung: Wenn du einen Garten hast (Für Wanderer, Spaziergänger und andere gesunde Leute)
- Die dritte Abteilung: Die Stare kommen wieder (Für alle, die mit Tieren befreundet, bekannt oder verwandt sind)
- Die vierte Abteilung: Wann zwitschern die Elefanten (Für komische Käuze, spinnerte Uhus und andere Spaßvögel)
- Die fünfte Abteilung: Es war mal eine Dame (Für Mädchen und Damen)
- Die sechste Abteilung: Hänschen war ein Spittelmännchen (Für Buben und Herren)
- Die siebte Abteilung: Am siebzehnten Oktebruar (Für solche, die gern auf dem Kopfe stehn)
- Die achte Abteilung: Abend, Abend will es werden (Für müde Kinder)
- Die neunte Abteilung: Heute tanzen alle Sterne (Für die Weihnachtszeit)
- Die zehnte Abteilung: Wann ist das Jahr erwachsen? (Von Januar bis Dezember zu lesen)

## Ausgaben
- Gütersloh: Bertelsmann 1961, Illustrationen: Eberhard Binder-Staßfurt, mit einem Nachwort von Erich Kästner
- Überarbeitete Neuausgabe; neu illustriert von Eberhard Binder-Staßfurt, München: Bertelsmann 1989
- Mit neuem Einband; München: Bertelsmann (cbj) 1997
- Hör-CD, Auswahl gesprochen von Ilse Werner und Wolfgang Völz, mit Leierkastenmusik von Orgelbau Stüber Berlin, Hamburg: Hörcompany, 2002 (2. Auflage 2009)
- Sonderausgabe, eine Auswahl der schönsten Gedichte aus dem Leierkasten, Illustrationen. Katrin Oertel. cbj, München 2013[1]

## Vertonungen
Von folgenden Gedichten erschien eine Vertonung:
- Krieg der Bienen und Hornissen, als „Lasst es alle Bienen wissen“. In: Günther Kretzschmar: Ting, tang, tonung. Möseler, Wolfenbüttel 1984 (in der Neuausgabe 2003 nicht mehr enthalten)

- Die Lies, der Franz und ich
- Der Tretroller-Kapitän
- Mein Schaukelpferd
- Das Karussell
- Wie der Kasper König wird
- Jakob Hatschie
- Der Hofhund Alexander
- Katzenstimmen-Morgenlied
- Was die Tiere träumen
- Frau Lilly Milly Putty
- Die traurige Ballade
- Vom Riesen Schluck und Friß
- Die sonderbare Stadt Tempone
- Hanselmann muß schlafen gehen
- Der Sandmann
- Wenn’s Abend wird im Bauernhaus